# Skiff

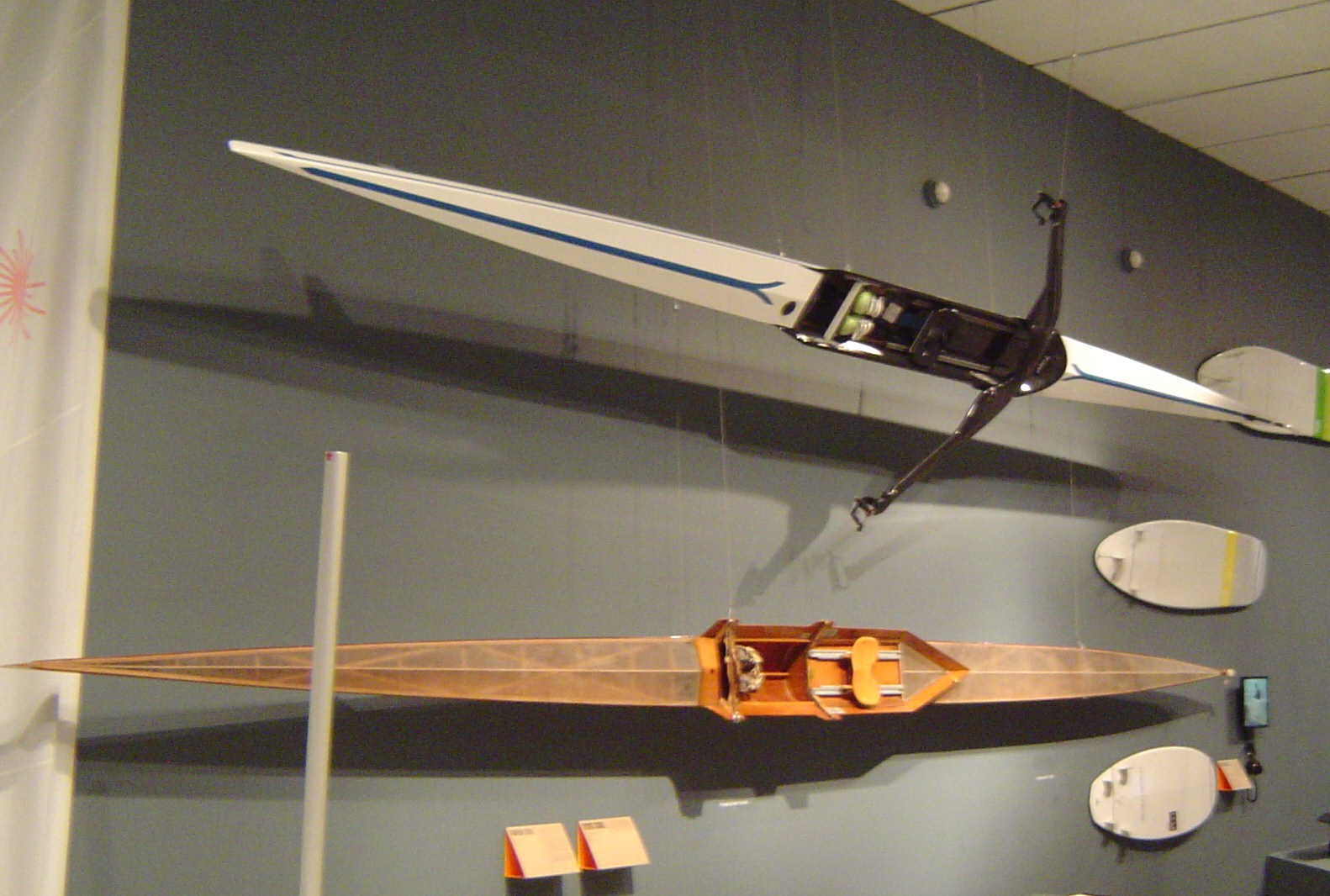
Un moderno skiff de fibra de carbono sobre un antiguo skiff de madera de los años 20

Icono usado habitualmente para representar esta categoría en remo

Un skiff o scull individual (single o singles scull en idioma inglés) es un tipo de bote de competición de remo diseñado para una sola persona que mueve la embarcación usando dos remos, uno en cada mano.
Es el tipo de embarcación básica del remo, el más simple, el único que lleva una sola persona. Es un bote dentro de la categoría de remo en couple, que abarca las embarcaciones en que cada remero usa dos remos, uno en cada mano.
Suele ser una modalidad que todo el mundo debe acostumbrarse a practicar, porque siempre se suele considerar el bote que más puede ayudar al remero a mejorar técnicamente. Esto se debe a que todo el movimiento y todos los factores que influyen en la remada dependen exclusivamente del propio remero. Y normalmente, un buen remero en skiff se considera un buen remero en general.
Por ello pueden usarse para medir la valía de varios remeros de un equipo con vistas a crear un bote de equipo de forma que se pueda medir individualmente esa fuerza, habilidad, velocidad... Aunque, también es verdad, no es la misma técnica la usada en un bote individual que en uno de equipo, por lo que esto podría no ser lo correcto a la hora de hacer una selección. También se suele decir que los remeros más grandes y fuertes en ciertos casos pueden no ser buenos skiffistas, y quizás desarrollan más rendimiento en un bote de equipo largo.
El skiff es una de las embarcaciones reconocidas por la Federación Internacional de Remo (FISA) e incluida en el programa de los Juegos Olímpicos. La FISA establece su peso mínimo en 14 kg. Tiene una longitud aproximada de 7 a 8 m.
El récord mundial está actualmente en 6:33.35 en la distancia oficial de 2000 m para el skiff masculino y en 7:07.71 para el femenino, lo que suponen una velocidad media de 5.08 m/s (18.29 km/h) y 4.68 m/s (16.85 km/h).